# Finley Peter Dunne
Finley Peter Dunne (Chicago, Estados Unidos, 10 de julho de 1867 - 24 de abril de 1936) foi um humorista, jornalista e editor estadunidense.
Finley era casado com a golfista estadunidense Margaret Abbott.
Sepultado no Cemitério de Woodlawn.